# Синтімбру (Алба)
Синтімбру (рум. Sântimbru) — село у повіті Алба в Румунії. Адміністративний центр комуни Синтімбру.
Село розташоване на відстані 269 км на північний захід від Бухареста, 8 км на північний схід від Алба-Юлії, 71 км на південь від Клуж-Напоки.

## Населення
За даними перепису населення 2002 року у селі проживали 1223 особи.
Національний склад населення села:
| Національність | Кількість осіб | Відсоток |
| -------------- | -------------- | -------- |
| румуни         | 1180           | 96,5%    |
| угорці         | 24             | 2,0%     |
| цигани         | 18             | 1,5%     |

Рідною мовою назвали:
| Мова      | Кількість осіб | Відсоток |
| --------- | -------------- | -------- |
| румунська | 1213           | 99,2%    |
| угорська  | 9              | 0,7%     |